# Джазира
Вижте пояснителната страница за други значения на Джазира.
Джазира, Ал Джазира, Джезире или Горна Месопотамия (на арабски: الجزيرة, „остров“) е обширна платообразна равнина в Близкия изток, разположена на териториите на Северозападен Ирак, Североизточна Сирия и Южна Турция, явяваща се северозападната, приповдигната част на Месопотамската равнина. На север и изток е ограничена от разклоненията на планините Арменски Тавър и Загрос, на запад и югозапад плавно преминава в платата на Сирийската пустиня и Арабския полуостров, а на югоизток е отделена от долната (ниска) част на Месопотамската равнина чрез ясно изразен в релефа праг. От югоизток на северозапад плавно се повишава от 200 до 450 m. Отделни възвишения и ниски планини достигат до 1463 m (връх Шелмира в масива Синджар). Равнината е пресечена от терасираните долини на реките Тигър на изток и Ефрат на изток, техните притоци (Хабур, Белих и др) и многобройни сухи долини – уади. Изградена е предимно от кредни и миоценски пясъчници и варовици, алувиални наноси и базалтови полета. В северната ѝ част, в района на иракския град Киркук има големи нефтени находища. Климатът е субтропичен, средиземноморски с горещо, много сухо лято и топла влажна зима. На юг преобладават пустинните ландшафти, а на север – полупустинните с ефемерово-митличино-пелинова растителност в по-високите предпланински райони. По склоновете на околните планини има малки горички от шамфъстък, а в оазисите и по долините на реките – остатъци от горички от топола, ива, тамариск и др.